# Лагоа-Сека
Лагоа-Сека (порт. Lagoa Seca) — муниципалитет в Бразилии, входит в штат Параиба. Составная часть мезорегиона Сельскохозяйственный район штата Параиба. Входит в экономико-статистический микрорегион Кампина-Гранди. Население составляет 26 275 человек на 2007 год. Занимает площадь 109,342 км². Плотность населения — 237,8 чел./км².
Праздник города — 4 января.

## История
Город основан в 1964 году.

## Статистика
- Валовой внутренний продукт на 2003 год составляет 48 700 651,00 реалов (данные: Бразильский институт географии и статистики).
- Валовой внутренний продукт на душу населения на 2003 год составляет 1936,25 реалов (данные: Бразильский институт географии и статистики).
- Индекс развития человеческого потенциала на 2000 год составляет 0,612 (данные: Программа развития ООН).

## География

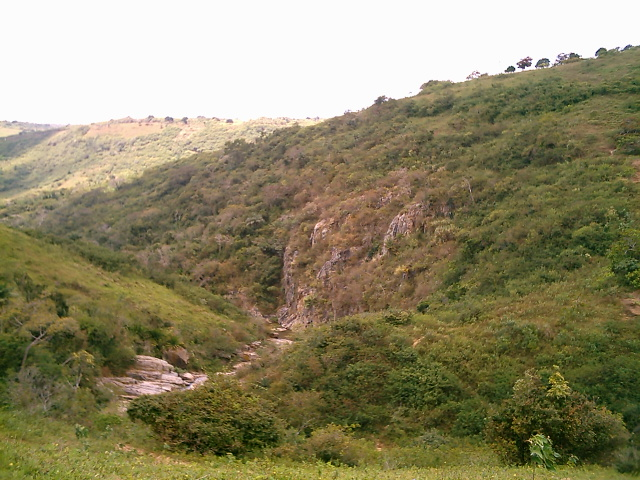

Климат местности: тропический.